# 康拉德二世 (奧萊希尼察)
康拉德二世（波蘭語：Konrad II oleśnicki，約1340年—1403年6月10日），奧萊希尼察公爵，康拉德一世之子，1366年至1403年在位。
1354年，康拉德二世與切申公爵卡齊米日一世的女兒阿格尼絲結婚，兩人的獨子康拉德三世於1359年出生。